# Bundestagswahlkreis Mülheim – Essen I
Der Wahlkreis Mülheim – Essen I (Wahlkreis 117; bis zur Bundestagswahl 2021 Wahlkreis 118) ist ein Bundestagswahlkreis in Nordrhein-Westfalen. Er umfasst die kreisfreie Stadt Mülheim an der Ruhr und den Stadtbezirk IV Borbeck der kreisfreien Stadt Essen. Der Wahlkreis wurde seit den 1960er Jahren immer von jeweiligen Kandidaten der SPD gewonnen.

## Wahlkreisgeschichte
Der Wahlkreis Mülheim – Essen I wurde zur Bundestagswahl 2002 neu gebildet. Zuvor bildete die Stadt Mülheim an der Ruhr einen eigenständigen Wahlkreis. Der Essener Stadtbezirk IV Borbeck gehörte zum ehemaligen Wahlkreis Essen I.
| Wahl      | Wahlkreisname         | Gebiet                                                            |
| --------- | --------------------- | ----------------------------------------------------------------- |
| 1949–1965 | 88 Mülheim            | Stadt Mülheim an der Ruhr                                         |
| 1965–1976 | 86 Mülheim            | Stadt Mülheim an der Ruhr                                         |
| 1980–1998 | 87 Mülheim            | Stadt Mülheim an der Ruhr                                         |
| 2002–2009 | 119 Mülheim – Essen I | Stadt Mülheim an der Ruhr, Stadtbezirk IV Borbeck der Stadt Essen |
| 2013–2021 | 118 Mülheim – Essen I | Stadt Mülheim an der Ruhr, Stadtbezirk IV Borbeck der Stadt Essen |
| 2025–     | 117 Mülheim – Essen I | Stadt Mülheim an der Ruhr, Stadtbezirk IV Borbeck der Stadt Essen |

## Wahlkreisabgeordnete
| Wahl | Abgeordneter | Abgeordneter      | Partei | Stimmen in % |
| ---- | ------------ | ----------------- | ------ | ------------ |
| 1949 |              | Otto Striebeck    | SPD    | 34,9         |
| 1953 |              | Gisela Praetorius | CDU    | 42,6         |
| 1957 |              | Max Vehar         | CDU    | 45,5         |
| 1961 |              | Otto Striebeck    | SPD    | 48,1         |
| 1965 |              | Willi Müller      | SPD    | 52,6         |
| 1969 | 57,5         | Willi Müller      | SPD    |              |
| 1972 | 63,0         | Willi Müller      | SPD    |              |
| 1976 | 58,0         | Willi Müller      | SPD    |              |
| 1980 |              | Thomas Schröer    | SPD    | 56,5         |
| 1983 | 54,1         | Thomas Schröer    | SPD    |              |
| 1987 | 51,7         | Thomas Schröer    | SPD    |              |
| 1990 |              | Dieter Schloten   | SPD    | 46,7         |
| 1994 | 49,8         | Dieter Schloten   | SPD    |              |
| 1998 | 57,5         | Dieter Schloten   | SPD    |              |
| 2002 |              | Anton Schaaf      | SPD    | 53,5         |
| 2005 | 52,6         | Anton Schaaf      | SPD    |              |
| 2009 | 41,4         | Anton Schaaf      | SPD    |              |
| 2013 |              | Arno Klare        | SPD    | 42,2         |
| 2017 | 34,9         | Arno Klare        | SPD    |              |
| 2021 |              | Sebastian Fiedler | SPD    | 36,3         |
| 2025 | 32,6         | Sebastian Fiedler | SPD    |              |

## Wahlergebnisse

### Bundestagswahl 2025
| Kandidaten                                             | Kandidaten                     | Parteien/Listen     | Erststimmen | Erststimmen | Zweitstimmen | Zweitstimmen |
| Kandidaten                                             | Kandidaten                     | Parteien/Listen     | Stimmen     | %           | Stimmen      | %            |
| ------------------------------------------------------ | ------------------------------ | ------------------- | ----------- | ----------- | ------------ | ------------ |
|                                                        | Sebastian Fiedlergewählt im WK | SPD                 | 47.047      | 32,6        | 34.203       | 23,6         |
|                                                        | Astrid Timmermann-Fechter      | CDU                 | 41.707      | 28,9        | 40.689       | 28,1         |
|                                                        | Björn Maue                     | GRÜNE               | 13.280      | 9,2         | 15.927       | 11,0         |
|                                                        | Joachim vom Berg               | FDP                 | 4.958       | 3,4         | 6.189        | 4,3          |
|                                                        | Reinard Johannes Zielke        | AfD                 | 25.140      | 17,4        | 24.695       | 17,0         |
|                                                        | Andreas Johren                 | Die Linke           | 9.854       | 6,8         | 11.360       | 7,8          |
|                                                        | –                              | Tierschutzpartei    | –           | –           | 2.090        | 1,4          |
|                                                        | –                              | Die PARTEI          | –           | –           | 882          | 0,6          |
|                                                        | –                              | dieBasis            | –           | –           | 249          | 0,2          |
|                                                        | –                              | Team Todenhöfer     | –           | –           | 289          | 0,2          |
|                                                        | Maximilian Eitner              | FREIE WÄHLER        | 2.370       | 1,6         | 730          | 0,5          |
|                                                        | –                              | Volt                | –           | –           | 770          | 0,5          |
|                                                        | –                              | MLPD                | –           | –           | 81           | 0,1          |
|                                                        | –                              | PdF                 | –           | –           | 219          | 0,2          |
|                                                        | –                              | BÜNDNIS DEUTSCHLAND | –           | –           | 148          | 0,1          |
|                                                        | –                              | BSW                 | –           | –           | 6.214        | 4,3          |
|                                                        | –                              | MERA25              | –           | –           | 58           | 0,0          |
|                                                        | –                              | WerteUnion          | –           | –           | 80           | 0,1          |
| Gesamt                                                 | Gesamt                         | Gesamt              | 144.356     | 100         | 144.873      | 100          |
|                                                        |                                |                     |             |             |              |              |
| Ungültige Stimmen                                      | Ungültige Stimmen              | Ungültige Stimmen   | 1.277       | 0,9         | 760          | 0,5          |
| Wähler                                                 | Wähler                         | Wähler              | 145.633     | 82,1        | 145.633      | 82,1         |
| Wahlberechtigte                                        | Wahlberechtigte                | Wahlberechtigte     | 177.448     |             | 177.448      |              |
|                                                        |                                |                     |             |             |              |              |
| Quellen: Die Bundeswahlleiterin, Kandidaten – Ergebnis |                                |                     |             |             |              |              |

### Bundestagswahl 2021
| Kandidaten                                             | Kandidaten                     | Parteien/Listen      | Erststimmen | Erststimmen | Zweitstimmen | Zweitstimmen |
| Kandidaten                                             | Kandidaten                     | Parteien/Listen      | Stimmen     | %           | Stimmen      | %            |
| ------------------------------------------------------ | ------------------------------ | -------------------- | ----------- | ----------- | ------------ | ------------ |
|                                                        | Astrid Timmermann-Fechter      | CDU                  | 33.090      | 24,0        | 32.698       | 23,6         |
|                                                        | Sebastian Fiedlergewählt im WK | SPD                  | 50.168      | 36,3        | 46.084       | 33,3         |
|                                                        | Joachim vom Berg               | FDP                  | 11.884      | 8,6         | 15.188       | 11,0         |
|                                                        | Alexander von Wrese            | AfD                  | 11.704      | 8,5         | 11.135       | 8,0          |
|                                                        | Franziska Krumwiede-Steiner    | GRÜNE                | 19.547      | 14,1        | 20.232       | 14,6         |
|                                                        | Eliseo Francesco Maugeri       | DIE LINKE            | 3.663       | 2,7         | 4.494        | 3,2          |
|                                                        | Pascal Marius Plew             | Die PARTEI           | 2.870       | 2,1         | 1.613        | 1,2          |
|                                                        | –                              | Tierschutzpartei     | –           | –           | 2.126        | 1,5          |
|                                                        | –                              | PIRATEN              | –           | –           | 450          | 0,3          |
|                                                        | Joachim Heinrich Kluft         | FREIE WÄHLER         | 1.105       | 0,8         | 677          | 0,5          |
|                                                        | –                              | NPD                  | –           | –           | 125          | 0,1          |
|                                                        | –                              | ÖDP                  | –           | –           | 81           | 0,1          |
|                                                        | –                              | V-Partei³            | –           | –           | 88           | 0,1          |
|                                                        | –                              | Gesundheitsforschung | –           | –           | 186          | 0,1          |
|                                                        | Hannes Stockert                | MLPD                 | 158         | 0,1         | 72           | 0,1          |
|                                                        | –                              | Die Humanisten       | –           | –           | 98           | 0,1          |
|                                                        | Peter Köster                   | DKP                  | 139         | 0,1         | 58           | 0,0          |
|                                                        | –                              | SGP                  | –           | –           | 21           | 0,0          |
|                                                        | Nicole Weber                   | dieBasis             | 1.584       | 1,1         | 1.224        | 0,9          |
|                                                        | –                              | Bündnis C            | –           | –           | 87           | 0,1          |
|                                                        | –                              | du.                  | –           | –           | 56           | 0,0          |
|                                                        | –                              | LIEBE                | –           | –           | 184          | 0,1          |
|                                                        | –                              | LKR                  | –           | –           | 40           | 0,0          |
|                                                        | –                              | PdF                  | –           | –           | 34           | 0,0          |
|                                                        | –                              | LfK                  | –           | –           | 120          | 0,1          |
|                                                        | –                              | Team Todenhöfer      | –           | –           | 1.080        | 0,8          |
|                                                        | –                              | Volt                 | –           | –           | 338          | 0,2          |
|                                                        | Horst Bilo                     | Einzelbewerber       | 2.243       | 1,6         | –            | –            |
| Gesamt                                                 | Gesamt                         | Gesamt               | 138.155     | 100         | 138.589      | 100          |
|                                                        |                                |                      |             |             |              |              |
| Ungültige Stimmen                                      | Ungültige Stimmen              | Ungültige Stimmen    | 1.503       | 1,1         | 1.069        | 0,8          |
| Wähler                                                 | Wähler                         | Wähler               | 139.658     | 76,4        | 139.658      | 76,4         |
| Wahlberechtigte                                        | Wahlberechtigte                | Wahlberechtigte      | 182.895     |             | 182.895      |              |
|                                                        |                                |                      |             |             |              |              |
| Quellen: Die Bundeswahlleiterin, Kandidaten – Ergebnis |                                |                      |             |             |              |              |

### Bundestagswahl 2017

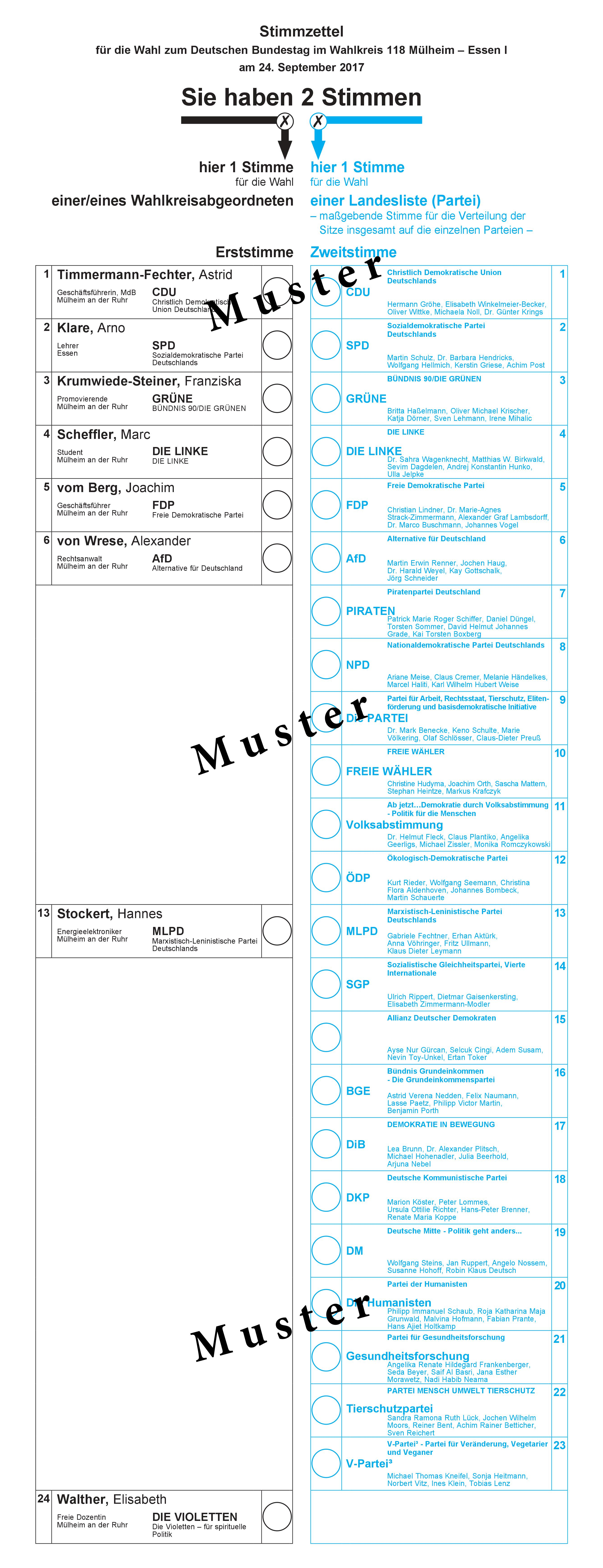
Amtlicher Muster-Stimmzettel der Wahl 2017

Die Bundestagswahl 2017, stattgefunden am Sonntag, dem 24. September, hatte im Wahlkreis 120 folgendes Ergebnis: Zum zweiten Mal in Folge erzielte Arno Klare die meisten Erststimmen, verlor aber über 7 Prozentpunkte. Die beiden stimmenstärksten Parteien, CDU und SPD, traten erneut mit den Kandidaten an, die auch im Jahr 2013 um die Mehrheiten kämpften. Sechs andere Parteien (Grüne, die Linke, FDP, AfD, MLPD und die Violetten) stellten neue Direktkandidaten auf. Die Wahlbeteiligung ist im Vergleich zur Bundestagswahl 2013 um fast 2000 Wähler bzw. 2,5 Prozentpunkte gestiegen.
| Kandidaten                                             | Kandidaten                  | Parteien/Listen      | Erststimmen | Erststimmen | Zweitstimmen | Zweitstimmen |
| Kandidaten                                             | Kandidaten                  | Parteien/Listen      | Stimmen     | %           | Stimmen      | %            |
| ------------------------------------------------------ | --------------------------- | -------------------- | ----------- | ----------- | ------------ | ------------ |
|                                                        | Astrid Timmermann-Fechter   | CDU                  | 44.219      | 31,3        | 39.857       | 28,1         |
|                                                        | Arno Klaregewählt im WK     | SPD                  | 49.222      | 34,9        | 41.731       | 29,5         |
|                                                        | Franziska Krumwiede-Steiner | GRÜNE                | 8.690       | 6,2         | 9.465        | 6,7          |
|                                                        | Marc Scheffler              | DIE LINKE            | 9.210       | 6,5         | 10.546       | 7,4          |
|                                                        | Joachim vom Berg            | FDP                  | 12.733      | 9,0         | 18.338       | 12,9         |
|                                                        | Alexander von Wrese         | AfD                  | 16.221      | 11,5        | 16.200       | 11,4         |
|                                                        | –                           | PIRATEN              | –           | –           | 552          | 0,4          |
|                                                        | –                           | NPD                  | –           | –           | 311          | 0,2          |
|                                                        | –                           | Die PARTEI           | –           | –           | 1.230        | 0,9          |
|                                                        | –                           | FREIE WÄHLER         | –           | –           | 273          | 0,2          |
|                                                        | –                           | Volksabstimmung      | –           | –           | 116          | 0,1          |
|                                                        | –                           | ÖDP                  | –           | –           | 134          | 0,1          |
|                                                        | Hannes Stockert             | MLPD                 | 339         | 0,2         | 163          | 0,1          |
|                                                        | –                           | SGP                  | –           | –           | 27           | 0,0          |
|                                                        | –                           | AD-DEMOKRATEN        | –           | –           | 570          | 0,4          |
|                                                        | –                           | BGE                  | –           | –           | 135          | 0,1          |
|                                                        | –                           | DiB                  | –           | –           | 179          | 0,1          |
|                                                        | –                           | DKP                  | –           | –           | 62           | 0,0          |
|                                                        | –                           | DM                   | –           | –           | 117          | 0,1          |
|                                                        | –                           | Die Humanisten       | –           | –           | 79           | 0,1          |
|                                                        | –                           | Gesundheitsforschung | –           | –           | 133          | 0,1          |
|                                                        | –                           | Tierschutzpartei     | –           | –           | 1.292        | 0,9          |
|                                                        | –                           | V-Partei³            | –           | –           | 150          | 0,1          |
|                                                        | Elisabeth Walther           | DIE VIOLETTEN        | 430         | 0,3         | –            | –            |
| Gesamt                                                 | Gesamt                      | Gesamt               | 141.064     | 100         | 141.651      | 100          |
|                                                        |                             |                      |             |             |              |              |
| Ungültige Stimmen                                      | Ungültige Stimmen           | Ungültige Stimmen    | 1.794       | 1,3         | 1.207        | 0,8          |
| Wähler                                                 | Wähler                      | Wähler               | 142.858     | 76,1        | 142.858      | 76,1         |
| Wahlberechtigte                                        | Wahlberechtigte             | Wahlberechtigte      | 187.746     |             | 187.746      |              |
|                                                        |                             |                      |             |             |              |              |
| Quellen: Die Bundeswahlleiterin, Kandidaten – Ergebnis |                             |                      |             |             |              |              |

### Bundestagswahl 2013
Die Bundestagswahl 2013, stattgefunden am Sonntag, dem 22. September 2013, hatte im Wahlkreis folgendes Ergebnis:
| Direktkandidat            | Partei  | Erststimmen in % | Zweitstimmen in % |
| ------------------------- | ------- | ---------------- | ----------------- |
| Astrid Timmermann-Fechter | CDU     | 35,56            | 33,87             |
| Arno Klare                | SPD     | 42,21            | 38,20             |
| Tim Giesbert              | GRÜNE   | 6,34             | 7,05              |
| Susanne Rittershaus       | FDP     | 2,45             | 4,58              |
| Sylvia von Häfen          | LINKE   | 5,51             | 6,43              |
| Carsten Trojahn           | PIRATEN | 2,22             | 2,05              |
| Frank Stierlin            | MLPD    | 0,16             | 0,08              |
| Marcel Haliti             | NPD     | 1,68             | 1,45              |
| Martin Fritz              | AfD     | 3,87             | 4,59              |

### Bundestagswahl 2009
Die Bundestagswahl 2009 hatte im Wahlkreis folgendes Ergebnis:
| Direktkandidat  | Partei                | Erststimmen in % | Zweitstimmen in % | Bundestagswahl 2005 Zweitstimmen in % |
| --------------- | --------------------- | ---------------- | ----------------- | ------------------------------------- |
| Anton Schaaf    | SPD                   | 41,4             | 35,5              | 47,6                                  |
| Andreas Schmidt | CDU                   | 32,1             | 27,1              | 27,5                                  |
| Ulrike Flach    | FDP                   | 8,5              | 13,2              | 8,1                                   |
| Tim Giesbert    | Bündnis 90/Die Grünen | 7,8              | 9,5               | 7,5                                   |
| Nina Eumann     | Die Linke             | 8,7              | 9,5               | 6,3                                   |
| –               | REP                   | –                | 0,4               | 0,3                                   |
| –               | Die Tierschutzpartei  | –                | 0,7               | 0,5                                   |
| Marcel Haliti   | NPD                   | 1,4              | 1,0               | 0,8                                   |
| –               | Familie               | –                | 0,5               | 0,7                                   |
| –               | PIRATEN               | –                | 1,5               | –                                     |
| –               | RENTNER               | –                | 0,4               | –                                     |
| –               | Zentrum               | –                | 0,0               | 0,0                                   |
| –               | BüSo                  | –                | 0,0               | 0,0                                   |
| –               | Volksabstimmung       | –                | 0,1               | 0,1                                   |
| –               | MLPD                  | –                | 0,1               | 0,1                                   |
| –               | PSG                   | –                | 0,0               | 0,0                                   |
| –               | RRP                   | –                | 0,2               | –                                     |
| –               | ödp                   | –                | 0,1               | –                                     |
| –               | DVU                   | –                | 0,1               | –                                     |

Ergebnisse bis zur Bundestagswahl 1998 für den Wahlkreis Mülheim.